# Joppa xanthostigma
Joppa xanthostigma är en stekelart som beskrevs av Cameron 1884. Joppa xanthostigma ingår i släktet Joppa och familjen brokparasitsteklar. Inga underarter finns listade i Catalogue of Life.